# Maria Kramer (Schauspielerin)
Maria Kramer (geboren 11. August 1906 in Perchtoldsdorf; gestorben 8. Februar 1980 in Wien) war eine österreichische Schauspielerin.

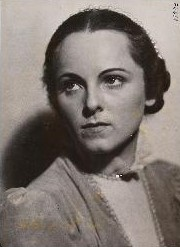
Maria Kramer, Rollenfoto von Wilhelm Willinger, 1936

## Leben
Maria Kramer war von 1928 bis 1958 Ensemblemitglied des Wiener Burgtheaters und trat in klassischen und in modernen Rollen auf. Sie erhielt den Titel einer Kammerschauspielerin. Die musikalische Filmkomödie Triumph der Liebe, die auf Aristophanes’ antiker Komödie Lysistrata beruht, wurde 1947 von Alfred Stöger inszeniert. Darum geht es um Athener Frauen, die sich verschwören, um eine Beendigung des Krieges zu erreichen. Kramer war als Kalonike, eine von ihnen, besetzt.
Maria Kramer war mit dem Burgschauspieler Fritz Lehmann verheiratet. Ihre Tochter Maria Martina wurde ebenfalls Schauspielerin.

## Theater
- 1940: Curt von Lessen/Alexander Steinbrecher: Brillianten aus Wien – Regie: Herbert Waniek  (Akademietheater Wien)
- 1942: Johann Nestroy: Einen Jux will er sich machen (Marie, Nichte und Mündel) – Regie: Herbert Waniek (Wiener Burgtheater)
- 1944: Lope de Vega: Die bestrafte Spröde (Leonor, Zofe) – Regie: Ulrich Bettac (Akademietheater Wien)